# Changchengornis
Changchengornis är ett förhistoriskt fågelsläkte från början av krita. Dess lämningar har blivit funna i Kina, i berg från Chaomidianzi Formation runt gränsen till Barremian-Aptian, avsatta för 125 milj. år sedan.
Förutom holotypen GMV-2129 - ett något skadat skelett, är mycket lite om något material alls tillgängligt i vetenskapliga samlingar, även om åtminstone 1 exemplar såldes ut kommersiellt
En enda art, Changchengornis hengdaoziensis. Det var en släkting till den bättre kända Confuciusornis. Till skillnad från det djuret hade Changchengornis en näbb som var något krökt vid spetsen, proportionellt kortare, och högre. GMV-2129 har också ett par förlängda, bandliknande stjärtfjädrar som också påträffats hos vissa Confuciusornis. Den hade också en huvudtofs eller kam; åtminstone måste konturen av dess huvud ha burit en besynnerlig likhet med dagens turakoer. Huruvida deras krökta näbb betyder att Changchengornis, till skillnad från Confuciusornis - troligen en allätare som i alla fall stundtals fångade fisk-, levde på frukt är inte känt.

## Fotnoter
- Texten i denna artikel är en översättning av motsvarande artikel på Engelska Wikipedia 22:15, 13 December 2009.

1. ↑  Cornish Crispa Co.: Fossil Bird (Changchengornis hengdaoziensis) #01 Arkiverad 28 juli 2011 hämtat från the Wayback Machine. [sic].
2. ↑  Mortimer (2004)